# Arnstein
Arnstein é uma cidade localizada no estado alemão da Baviera, no sudeste do país.

## Filhos ilustres
- Ver Biografias de pessoas notórias nascidas em Arnstein